# Scars Are Reminders
Albums de Uncommonmenfrommars
Incredible Rock Machine Longer Than An EP, Shorter Than An Album
Scars Are Reminders est le troisième album studio du groupe de skate punk mélodique français Uncommonmenfrommars.
Sorti en 2006, il a de nouveau été produit par Ryan Greene (en), mais cette fois à Scottsdale, en Arizona. Il est à mi-chemin entre le pêchu et entraînant Vote For Me et le mûr et « demo » Noise Pollution. C'est leur dernier album sur la major Wagram, le groupe ayant décidé de la quitter après son mauvais travail de promotion effectué à l'étranger concernant Noise Pollution.

## Composition du groupe
- Trint Eastwood : chant et guitare
- Motör Ed : chant et guitare
- Big Jim : basse et chœurs
- Daff Lepard : batterie et chœurs

## Liste des chansons de l'album
1. All Or Nothing - 3 min 19
2. Dead Inside - 3 min 21
3. Fingers To The Bones - 3 min 38
4. This Place Is Infected - 2 min 1
5. School's Long Gone - 2 min 29
6. Stuck In The Past - 2 min 28
7. I Stand Alone - 3 min 20
8. Liar - 3 min 19
9. Wasted Life - 3 min 34
10. I Don't Care - 2 min 23
11. Scars Are Reminders - 3 min 21
12. Thief - 1 min 57
13. Good Bye My Friend - 4 min 10